# Jane Porter (Tarzan)
Jane Fernanda Porter é uma das personagens principais na série de livros de Tarzan escrita por Edgar Rice Burroughs.
Apareceu nas histórias:
- Tarzan of the Apes (1912)
- The Return of Tarzan (1913)
- The Beasts of Tarzan (1914)
- The Son of Tarzan (1914)
- Tarzan and the Jewels of Opar (1916)
- Tarzan the Untamed (1920)
- Tarzan the Terrible (1921)
- Tarzan and the Golden Lion (1923)
- Tarzan and the Ant Men (1924)
- Tarzan's Quest (1936).

Jane também aparece em um papel menor num livro fora da série (The Eternal Lover, 1925).
Jane é o interesse amoroso e, mais tarde, a esposa de Tarzan e mãe de seu filho, Korak. Seu personagem evolui da convencional mocinha que estava sempre em perigo para uma aventureira audaz e capaz de se defender sozinha nas selvas da África.
Jane tem aparecido em várias adaptações das histórias de Tarzan, principalmente nas baseadas no primeiro livro, Tarzan dos Macacos, incluindo os mudos Tarzan dos Macacos (1918) e o The Romance of Tarzan (1918) e o sonoro Tarzan the Ape Man (1932), além de animações como uma norte-americana de 1999 pela Walt Disney Pictures  e uma alemã em 3D de 2013. Intérpretes de Jane incluem Maureen O'Sullivan, Bo Derek, Andie McDowell, Minnie Driver e Spencer Locke como dubladoras, e a mais recente, a australiana Margot Robbie em The Legend of Tarzan (2016).
Tanto o filme de 1932 quanto as seqüências mudaram o nome da personagem para Jane Parker, porém várias outras mais fieis ao livro retém o sobrenome. Na maior parte das adaptações, Jane Porter é britânica, mas nos livros ela é norte-americana de Baltimore.
Na versão da Disney, Jane Porter teve uma caracterização inspirada em Dian Fossey, que dedicou sua vida à proteção dos gorilas.

## Atrizes que já interpretaram Jane

### Cinema e televisão
- Enid Markey 1918, 1918 (Elmo Lincoln como Tarzan)
- Karla Schramm 1920, 1920 (Gene Pollar e P. Dempsey Tabler como Tarzan)
- Louise Lorraine 1921 (Elmo Lincoln as Tarzan)
- Dorothy Dunbar 1927 (James H. Pierce como Tarzan)
- Natalie Kingston 1929 (Frank Merrill como Tarzan)
- Maureen O'Sullivan 1932, 1934, 1936, 1939, 1941, 1942 (Johnny Weissmuller como Tarzan)
- Brenda Joyce 1945, 1946, 1947, 1948, 1949 (Johnny Weissmuller e  Lex Barker como Tarzan)
- Vanessa Brown 1950 (Lex Barker como Tarzan)
- Virginia Huston 1951 (Lex Barker como Tarzan)
- Dorothy Hart 1952 (Lex Barker como Tarzan)
- Joyce MacKenzie 1953 (Lex Barker como Tarzan)
- Eve Brent, 1958, 1958 (Gordon Scott como Tarzan)
- Joanna Barnes 1959 (Denny Miller como Tarzan)
- Bo Derek - Tarzan the Ape Man, 1981 (Miles O'Keeffe como Tarzan)
- Andie MacDowell - Greystoke: The Legend of Tarzan, Lord of the Apes, 1984 (Christopher Lambert como Tarzan)
- Kim Crosby 1989 (Joe Lara como Tarzan)
- Lydie Denier 1991-1994 (telessérie) (Wolf Larson como Tarzan)
- Jane March - Tarzan and the Lost City, 1998 (Casper Van Dien como Tarzan)
- Minnie Driver - Tarzan, 1999 (voz - desenho animado) (Tony Goldwyn como Tarzan)
- Olivia D'Abo - The Legend of Tarzan, 2001 (voz - desenho animado) (Michael T. Weiss como Tarzan)
- Sarah Wayne Callies - Tarzan, 2003 (série da Warner) (Travis Fimmel como Tarzan)
- Spencer Locke - Tarzan, 2013 (voz - desenho animado) (Kellan Lutz como Tarzan)
- Margot Robbie - The Legend of Tarzan, 2016 (Alexander Skarsgård como Tarzan)

### Rádio
- Joan Burroughs Pierce 1932-1934

### Teatro
- Greta Kemble Cooper 1921 (Broadway)
- Jenn Gambatese 2006 (musical de Disney)